# Kerk van het Apostolisch Genootschap (Groningen)
De kerk van het Apostolisch Genootschap in de stad Groningen staat aan de Vestdijklaan in de wijk De Wijert-Zuid.
Het gebouw, dat door het Apostolisch Genootschap zelf een Plaats van Samenkomst wordt genoemd, dateert oorspronkelijk uit 1973. Het pand is in 2003 grootschalig verbouwd en uitgebreid naar een ontwerp van het Rotterdamse architectenbureau MK Architecten.